# Jakob Koenen
Jakob Koenen (* 5. Juni 1907 in Lippstadt; † 16. Januar 1974 ebenda) war ein deutscher Politiker der SPD sowie ein bedeutender Sportfunktionär.

## Leben
Nach dem Besuch der Oberschule absolvierte Koenen, der römisch-katholischen Glaubens war, eine Lehre zum Polsterer in Bautzen. 1930 legte er die Meisterprüfung ab und übernahm die Geschäftsführung eines Betriebes. Drei Jahre später machte er sich mit einem Ladengeschäft mit Polstererwerkstatt selbständig. 1946 wählte ihn die örtliche Innung des Polsterer- und Tapezierhandwerks zum Obermeister. Im Zweiten Weltkrieg erreichte er den Dienstgrad eines Fahnenjunker-Feldwebels.

## Politische Karriere
Koenen gehörte dem Deutschen Bundestag von 1953 bis 1969 an. Zudem war er vom 9. November 1948 bis zu seinem Tode für insgesamt 26 Jahre Bürgermeister von Lippstadt. Nach seiner ersten Wahl im Herbst 1948 bildete er die erste sozial-liberale Koalition auf kommunaler Ebene in Deutschland und wurde der erste Nachkriegsbürgermeister der Stadt. Während seiner Amtszeit war er verantwortlich für den sehr raschen wirtschaftlichen Aufschwung der Stadt. So sorgte er für die Instandsetzung der im Krieg zerstörten Brücke am Cappeltor 1949 und die Errichtung des 1966 eingeweihten Hallenbads, welches nach seinem Tod den Namen „Jakob-Koenen-Bad“ erhielt.
Ab 1952 war Koenen zudem Vizepräsident des nordrhein-westfälischen Städtebundes.

## Sportliche Karriere
Jakob Koenen war aktiver Ringer. So wurde er 1926 Gaumeister im Mittelgewicht bei einem Gauturnfest und für den Kraftsport-Verein Gütersloh am 13. Mai 1934 Bezirksmeister im Ringen. Er war auch für den Arbeitersportverein Lippstadt, dem TV Germania Lippstadt und Teutonia Lippstadt aktiv.
Jakob Koenen war vielfältig als Sportfunktionär tätig. Dabei stand stets der Fußball im Vordergrund. Er war unter anderem Erster Vorsitzender des Fußballvereins Teutonia Lippstadt, langjähriger Vorsitzender des Fußball- und Leichtathletik-Verbandes Westfalen, Vizepräsidentschaft des Deutschen Sportbundes und ab 1962 bis 1970 Schatzmeister des Deutschen Fußball-Bundes (DFB). Übrigens wurde der Lippstädter auf jenem Bundestag des DFB in das Präsidium der Fußballer gewählt, der 1962 in Dortmund auch über die Bildung der Bundesliga befand. Bis 1965 war er stellvertretender Vorsitzender des Landessportbunds.

## Auszeichnungen
Nach 25-jähriger Amtszeit als Bürgermeister erfolgte am 10. November 1973 die Ernennung zum Ehrenbürger von Lippstadt. 1966 wurde er Ehrenmitglied des BV Borussia Dortmund. !968 erhielt er das große Bundesverdienstkreuz.

## Sonstiges
Nach Koenen war das Jakob-Koenen-Bad in Lippstadt (welches mittlerweile geschlossen und abgerissen wurde) sowie 1974 die Jakob-Koenen-Straße in Kamen benannt. In dieser Straße befindet sich die Geschäftsstelle des FLVW sowie das SportCentrum Kamen-Kaiserau, die frühere Sportschule Kaiserau.